# Alcímaco (hijo de Alcímaco de Apolonia)
Alcímaco, también conocido como Alcímaco de Apolonia (en griego: Ἀλκίμαχος, floruit el siglo IV a. C.) fue un noble del macedonio y pariente de Lisímaco.
Alcímaco era hijo de Alcímaco de Apolonia y de una mujer griega sin identificar y tenía un hermano llamado Filipo. Era el homónimo de su padre, tal vez su bisabuelo paterno, y su abuelo conocido era su abuelo paterno Agatocles de Pela. Su padre ejerció como funcionario, y como diplomático y administrador activo en el último reinado del rey Filipo II de Macedonia que reinó de 359 a. C-336 a. C. y en los primeros años de su hijo, el rey Alejandro Magno que reinó 336 a. C-323 a. C.
Alcimaco parece haber nacido y crecido en Apolonia y es conocido por las inscripciones que han sobrevivido. A partir de una inscripción datada a finales del 319 a. C., se revelan los honores que recibió Alcímaco por parte del Estado. La inscripción revela que se le concedieron honores similares a los que tuvo su padre. Este honor que recibió puede referirse a una propiedad concedida.
Otra inscripción encontrada en la isla griega de Ios revela que Alcímaco tuvo un hijo llamado Lisipo. Lisipo fue honrado en esta inscripción como proxeno  y la inscripción se refiere a la eunoia de Alcímaco hacia el Estado.